# Дресвянка (Нюксенский район)
Дресвянка — упразднённая деревня в Нюксенском районе Вологодской области России.

## География
Урочище находится в северо-восточной части области, в подзоне средней тайги, на левом берегу реки Городишны, на расстоянии примерно 16 километров (по прямой) к юго-востоку от Нюксеницы, административного центра района.

### Климат
Климат характеризуется как умеренно континентальный, с продолжительной холодной многоснежной зимой и относительно коротким умеренно тёплым влажным летом. Среднегодовая температура воздуха — +1,8 °C. Средняя температура воздуха самого холодного месяца (января) — −13,1 °C, средняя температура самого тёплого (июля) — +17 °С. Безморозный период длится 100—110 дней. Среднегодовое количество атмосферных осадков составляет 450—500 мм, из которых около 330—350 мм выпадает в вегетационный период. Снежный покров держится в течение 160—165 дней. В течение года господствуют ветры юго-западного направления.

## История
В «Списке населенных мест Вологодской губернии по сведениям 1859 года» населённый пункт упомянут как казённая деревня Дресвянка (Озёрная) Устюжского уезда, расположенная при речке Городишне и безымянном озере, в 151,5 верстах от уездного города. В деревне имелось 2 двора и проживало 12 человек (4 мужчины и 8 женщин).
По данным 1914 года, в деревне проживало 19 человек (10 мужчин и 9 женщин). В административном отношении входила в состав Всесвятского сельского общества Богоявленской волости Велико-Устюгского уезда
В 1938 году входила в состав Городищенского сельсовета. В деревне имелось 4 хозяйства и проживало 14 человек. Действовало отделение колхоза «Бригадир». В 1947 году в Дресвянке числилось 13 человек. Упразднена не позднее 1973 года.